# أحمد طليمات
أحمد طليمات (1945 - 23 نوفمبر 2020) هو روائي وكاتب قصصي وشاعر ومؤلف مغربي.

## حياته ونشأته
- ولد القاضي والشاعر والروائي أحمد طليمات بمدينة مراكش سنة 1945.[5]

## مسيرته[6]
- أشتغل مدرسا في قطاع التعليم العمومي.
- منذ أواخر ستينات القرن العشرين وهو يكتب وينشر في المنابر الثقافية للصحافية المغربية: العلم، المحرر، أنوال.
- في بداية سبعينيات من القرن العشرين، شغل عضو هيئة تحرير صحيفة «الاختيار» الثقافية، التي كانت تديرها الشاعرة المغربية المعروفة مالكة العاصمي، والتي صدرت بمراكش.[7][8]
- انتسب الأديب أحمد طليمات إلى اتحاد كتاب المغرب سنة 1973
- انتخب في عدة دورات في مكتب اتحاد كتاب المغرب بمراكش.

ولقد تحمل الأديب أحمد طليمات إلى جانب نشاطه الثقافي الرحيب والزاخر، مسؤوليات نقابية وسياسية انطلاقا من انتسابه إلى أسرة اليسار الراديكالي المغربي منذ بدايات سبعينات ق.20 (حركة 23 مارس السرية، ثم منظمة العمل الديموقراطي الشعبي)، وكان عضو المكتب الوطني ل«حركة الشبيبة الديموقراطية» في 1985.

## مؤلفاته
- وثني المطر (شعر)2011
- لحاءات حليمة وللحروف شمائل (شعر)
- المختصر من مقامات الأنفاق (رواية)1996
- المختصر من تخرصات الكوارثي وترخصاته أو : وجدناها(رواية)1998
- السيد لينين والسيد فرويد والسيد تحفة (قصص)2008
- مخلوقات منذورة للمهانة (قصص)2010